# Ignacio Cervantes
Ignacio Cervantes Kawanagh, né le 31 juillet 1847 à La Havane et mort le 29 avril 1905 dans la même ville, est un pianiste virtuose et compositeur cubain.
Il eut une influence majeure sur la musique cubaine de la fin du XIXe siècle et du début du XXe siècle.

## Biographie
Enfant prodige, il étudie auprès du pianiste Juan Miguel Joval et bénéficie plus tard (1859) de l'enseignement du compositeur Nicolás Ruiz Espadero et de celui du compositeur américain Louis Moreau Gottschalk. Ce dernier encourage Cervantes à étudier au conservatoire de Paris, ce qu'il fait de 1866 à 1870. Il y étudie auprès d'Antoine François Marmontel et de Napoléon Alkan et obtient en 1866 un premier prix de composition et en 1870 un premier prix d'harmonie. Il se produit avec Christine Nilsson et Adelina Patti.
De retour à Cuba, son engagement et ses amitiés politiques le contraignent à l'exil à plusieurs reprises.
Il compose un opéra (Maledetto, 1895), de la musique de chambre (Scherzo cappricioso, 1885), des zarzuelas, des pièces pour piano (dont le populaire Adiós a Cuba) et les célèbres 41 danzas cubaines.